# John Russell (acteur)
Pour les articles homonymes, voir Russell et John Russell.
John (Lawrence) Russell est un acteur américain, né le 3 janvier 1921 à Los Angeles (Californie), ville où il est mort le 19 janvier 1991.

## Biographie
Au cinéma, le plus souvent comme second rôle de caractère, John Russell contribue à cinquante-trois films (dont des westerns), majoritairement américains. Le premier est Monsieur Smith au Sénat de Frank Capra (avec James Stewart et Jean Arthur), sorti en 1939. Après une interruption due à la Seconde Guerre mondiale (il sert au sein du 6e régiment de Marines), son deuxième film — un petit rôle non crédité — est Scandale à la cour d'Ernst Lubitsch et Otto Preminger (1945, avec Tallulah Bankhead et Charles Coburn).
Par la suite, il apparaît notamment dans Ambre d'Otto Preminger (1947, avec Linda Darnell et Cornel Wilde), Le soleil brille pour tout le monde de John Ford (1953, avec Charles Winninger et Arleen Whelan), Rio Bravo d'Howard Hawks (1959, avec John Wayne et Dean Martin), ou encore Les Canons de Cordoba de Paul Wendkos (1970, avec George Peppard et Giovanna Ralli). Son dernier film sort en 1988.
Fait particulier, vers la fin de sa carrière, il joue dans trois films de (et avec) Clint Eastwood, Josey Wales hors-la-loi (1976, avec Chief Dan George et Sondra Locke), Honkytonk Man (1982, avec Kyle Eastwood et John McIntire) et Pale Rider, le cavalier solitaire (son avant-dernier film, 1985, avec Michael Moriarty et Carrie Snodgress).
Pour la télévision, à partir de 1955, John Russell collabore à dix-huit séries, dont Lawman (en) (intégrale, 1958-1962, où il tient le rôle principal du marshal Dan Troop) et Opération vol (cinq épisodes, 1969). Son ultime série est L'Homme qui tombe à pic, dans un épisode diffusé en 1984, où il incarne à nouveau le marshal Dan Troop (qu'il personnifie également dans un épisode de Maverick, diffusé en 1960).
Il meurt d'un emphysème pulmonaire le 19 janvier 1991 à 70 ans.

## Filmographie partielle

### Au cinéma
(films américains, sauf mention contraire)
- 1939 : Monsieur Smith au Sénat (Mr. Smith Goes to Washington) de Frank Capra : Otis Hopper
- 1945 : Scandale à la cour (A Royal Scandal) d'Ernst Lubitsch et Otto Preminger : un garde
- 1945 : Don Juan Quilligan de Frank Tuttle : Howie Mossrock
- 1945 : Une cloche pour Adano (A Bell for Adano) d'Henry King : Capitaine Anderson
- 1945 : Échec au crime (Within These Walls) de H. Bruce Humberstone : Rogers
- 1946 : L'Impasse tragique (The Dark Corner) d'Henry Hathaway : un policier dans l'appartement de Tony
- 1946 : Quelque part dans la nuit (Somewhere in the Night) de Joseph L. Mankiewicz : un capitaine de marine
- 1947 : Ambre (Forever Amber) d'Otto Preminger : Black Jack Mallard
- 1948 : Bonne à tout faire (Sitting Pretty) de Walter Lang : Bill Philby
- 1948 : La Ville abandonnée (Yellow Sky) de William A. Wellman : Lenghtry
- 1949 : La Furie des tropiques (Slattery's Hurricane) d'André de Toth : Lieutenant F.A. « Hobbie » Hobson
- 1949 : Une balle dans le dos (Undertow) de William Castle : Danny Morgan
- 1949 : La Belle Aventurière (The Gal Who Took the West) de Frederick De Cordova : Grant O'Hara

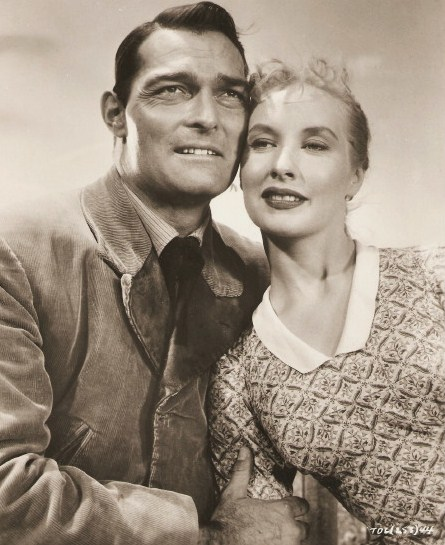
Avec Penny Edwards, dans The Dalton Girls (1957)

- 1950 : La Femme sans loi (Frenchie) de Louis King : Lance Cole
- 1951 : Alerte aux garde-côtes (Fighting Coast Guard) de Joseph Kane : Barney Walker
- 1951 : Le Cavalier de la mort (Tall in the Saddle) d'André de Toth : Hugh Clagg
- 1951 : Les Pirates de la Floride (The Barefoot Mailman) de Earl McEvoy
- 1951 : The Fat Man de William Castle
- 1952 : Au royaume des crapules (Hoodlum Empire) de Joseph Kane : Joe Gray
- 1953 : Le soleil brille pour tout le monde (The Sun Shines Bright) de John Ford : Ashby Corwin
- 1953 : Toutes voiles sur Java (Fair Wind to Java) de Joseph Kane : Flint
- 1954 : Le Carrefour de l'enfer (Hell's Outpost) de Joseph Kane : Ben Hodes
- 1955 : Quand le clairon sonnera (The Last Command) de Frank Lloyd : Lieutenant Dickinson
- 1957 : Untamed Youth d'Howard W. Koch : Russ Tropp
- 1957 : The Dalton Girls (en) de Reginald Le Borg : W.T. « Illinois » Grey
- 1958 : Fort Massacre de Joseph M. Newman : Soldat Robert W. Travis
- 1959 : Rio Bravo d'Howard Hawks : Nathan Burdette
- 1959 : Le Géant du Grand Nord (Yellowstone Kelly) de Gordon Douglas : Gall
- 1965 : Sur la piste des Apaches (Apache Uprising) de R. G. Springsteen : Vance Buckner
- 1967 : Fort Utah de Lesley Selander : Eli Jonas
- 1968 : Fireball Jungle de Joseph P. Mawra (en) : Nero Solitarius
- 1968 : Ramenez-le mort ou vif ! (If He Hollers Let Him Go) de Charles Martin : Le shérif
- 1970 : Les Canons de Cordoba (Cannons for Cordoba) de Paul Wendkos : John J. Pershing
- 1975 : Smoke in the Wind d'Andy Brennan et Joseph Kane : Cagle Mondier
- 1976 : Allá donde muere el viento de Fernando Siro (film argentin) : rôle non spécifié
- 1976 : Josey Wales hors-la-loi (The Outlaw Josey Wales) de Clint Eastwood : Bloody Bill Anderson
- 1982 : Honkytonk Man de Clint Eastwood : Jack Wade
- 1985 : Pale Rider, le cavalier solitaire (Pale Rider) de Clint Eastwood : Marshal Stockburn

### À la télévision
(séries)
- 1958 : Cheyenne
  - Saison 3-12 The Empty Gun d'Alan Crosland Jr. (Matt Reardon) et épisode 18 Dead to Rights de Leslie H. Martinson (Saylor Hornbrook)
- 1958 : Sugarfoot
  - Saison 2, épisode 1 Ring of Sand de Leslie H. Martinson : Jeff Seward
- 1958-1960 : Maverick
  - Saison 1, épisode 16 Rage for Vengeance (1958) de Leslie H. Martinson : John Grimes
  - Saison 2, épisode 2 The Lonesome Reunion (1958) de Richard L. Bare : Edgar Maxwell
  - Saison 4, épisode 2 Hadley's Hunters (1960) de Leslie H. Martinson : Marshal Dan Troop
- 1958-1962 : Lawman
  - Saisons 1 à 4, 156 épisodes (intégrale) : Marshal Dan Troop
- 1965 : Daniel Boone
  - Saison 1, épisode 15 The Prophet de Robert D. Webb : Amos McAleer
- 1969 : Opération vol (It Takes a Thief)
  - Saison 2, épisode 13 Vacances à Rio (Guess Who's Coming to Rio ?) : William Dover
  - Saison 3, épisode 1 Saturday Night in Venice de Jack Arnold, épisode 6 The Blue, Blue Danube, épisode 8 Payoff in the Piazza de Gerd Oswald et épisode 10 La Chanson du tueur (A Friend in Deed) : William Dover
- 1971-1972 : Opération danger (Alias Smith and Jones)
  - Saison 1, épisode 1 (pilote) Alias Smith and Jones (1971) de Gene Levitt : Le marshal
  - Saison 2, épisode 20 Which Way to the O.K. Corral ? (1972) de Jack Arnold : Marshal-adjoint Bart
  - Saison 3, épisode 8 The Day the Amnesty Came Through (1972) de Jeff Corey et épisode 11 Witness to a Lynching (1972) : Shérif Lom Trevors
- 1974 : Gunsmoke ou Police des plaines (Gunsmoke ou Marshal Dillon)
  - Saison 20, épisode 7 The Iron Men : Carl Ryker
- 1974 : Un shérif à New York (McCloud)
  - Saison 5, épisode 5 The Concrete Jungle Caper de Gene Levitt : Harry Hague
- 1974 : Police Story
  - Saison 2, épisode 9 Love, Mabel : Lieutenant Galvin
- 1979 : Jason of Star Command
  - Saison 2, 12 épisodes : Commandant Stone
- 1982 : Simon et Simon (Simon & Simon)
  - Saison 2, épisode 6 La Règle du jeu (Rough Rider Rides Again) de Burt Kennedy : le deuxième vieil homme dans le saloon
- 1984 : L'Homme qui tombe à pic (The Fall Guy)
  - Saison 3, épisode 19 Le Roi des cowboys (King of the Cowboys) de Daniel Haller : Marshal Dan Troop